# 김해시·김해군
김해시·김해군은 대한민국의 옛 국회의원 선거구이다. 당시 경상남도 김해시, 김해군 지역을 관할했다.

## 역사
제13대 국회의원 선거를 앞두고 김해시·김해군·양산군 선거구에서 분리되면서 신설되었다.
1989년 1월 1일 김해군 가락면·녹산면이 부산직할시 강서구로 편입되었다. 이에 제14대 국회의원 선거를 앞두고 해당 지역들이 신설되는 강서구 선거구로 분리되었다.
1995년 5월, 김해시와 김해군이 통합되면서 통합 김해시가 출범했다. 이에 제15대 국회의원 선거를 앞두고 김해시 선거구로 개편되었다.

## 역대 국회의원
| 선거   | 정당 | 정당       | 의원   |
| ------ | ---- | ---------- | ------ |
| 1988년 |      | 민주정의당 | 이학봉 |
| 1992년 |      | 민주자유당 | 김영일 |

## 역대 선거 결과

### 대한민국 제13대 국회의원 선거
|  | 41.73% |

|  | 29.99% |

|  | 18.00% |

|  | 4.43% |

|  | 2.19% |

|  | 1.98% |

|  | 1.64% |

### 대한민국 제14대 국회의원 선거
|  | 53.84% |

|  | 32.36% |

|  | 10.93% |

|  | 2.85% |